# Zdzisław Adamczyk (podpułkownik)
Zdzisław Adamczyk (ur. 15 września 1886 w Bursztynie, zm. wiosną 1940 w Charkowie) – podpułkownik dyplomowany artylerii Wojska Polskiego, burmistrz Zakopanego, działacz piłkarski, ofiara zbrodni katyńskiej.

## Życiorys
Zdzisław Adamczyk urodził się 15 września 1886 w Bursztynie. Był synem inżyniera Władysława Adamczyka (zm. 1915) i Marii z domu Janiszewskiej (ur. 1861, córka Wiktora Janiszewskiego, aptekarza z Przeworska). Był bratem Janiny (ur. 1884, od 1900 zamężna ze Stanisławem Basińskim, profesorem C. K. Gimnazjum Męskiego w Sanoku, od 1940 żona Władysława Studzińskiego) oraz Tadeusza (1893–1944, nauczyciel, rozstrzelany przez Niemców podczas powstania warszawskiego). W Sanoku rodzina Adamczyków zamieszkiwała na Wójtostwie.
W 1904 zdał z odznaczeniem egzamin dojrzałości w C. K. Gimnazjum Męskim w Sanoku (w jego klasie byli m.in. Stanisław Charzewski, Witold Fusek, Bolesław Mozołowski, Bronisław Praszałowicz, Kazimierz Świtalski, Zygmunt Tomaszewski). 
Od 1911 do 1918, w tym podczas I wojny światowej, był żołnierzem i oficerem armii Austro-Węgier. W rezerwie korpusu artylerii polowej i górskiej został mianowany kadetem z dniem 1 stycznia 1912, następnie awansowany na stopień podporucznika z dniem 1 listopada 1914, a później na stopień porucznika z dniem 1 maja 1916. Od około 1912 był żołnierzem rezerwy 11 dywizjonu artylerii konnej we Lwowie, od 1916 pod nazwą Dywizjon Artylerii Konnej Nr 4, a przed 1918 przemianowanego na Pułk Artylerii Polowej Nr 4 K.
Po zakończeniu wojny, jako były oficer c. i k. armii został przyjęty do Wojska Polskiego i zatwierdzony w stopniu porucznika. Został przydzielony do 1 pułku artylerii lekkiej Legionów, stacjonującego w garnizonie Wilno. Brał udział w wojnie polsko-ukraińskiej oraz w wojnie polsko-bolszewickiej od 1918 do 1921. Został awansowany na stopień kapitana artylerii ze starszeństwem z dniem 1 czerwca 1919. Około 1923 jako oficer przydzielony do Sztabu Głównego był przeniesiony z 21 pułku artylerii polowej (Kraków) do Oddziału IV Sztabu Generalnego WP, gdzie pełnił stanowisko kierownika referatu. 2 listopada 1923 został przydzielony do Wyższej Szkoły Wojennej w Warszawie, w charakterze słuchacza III Kursu Doszkolenia. 31 marca 1924 został awansowany na majora ze starszeństwem z dniem 1 lipca 1923 i 18. lokatą w korpusie oficerów artylerii. 15 października 1924, po ukończeniu kursu i otrzymaniu dyplomu naukowego oficera Sztabu Generalnego, został przeniesiony do 24 pułku artylerii polowej w Jarosławiu na stanowisko dowódcy II dywizjonu. Następnie służył w Dowództwie Okręgu Korpusu Nr VI we Lwowie. 11 czerwca 1927 został przydzielony do dowództwa 3 Dywizji Piechoty Legionów w Zamościu na stanowisko szefa sztabu. 5 listopada 1928 ogłoszono jego przeniesienie do Wyższej Szkoły Wojennej w Warszawie na stanowisko wykładowcy. 24 grudnia 1929 został mianowany podpułkownikiem ze starszeństwem z dniem 1 stycznia 1930 i 10. lokatą w korpusie oficerów artylerii. 23 października 1931 został przydzielony do 11 Karpackiego pułku artylerii lekkiej w Stanisławowie na stanowisko zastępcy dowódcy pułku. Z dniem 30 września 1934 został przeniesiony w stan spoczynku.
Sprawował urząd burmistrza Zakopanego. Pełnił funkcję prezesa Stanisławowskiego Okręgowego Związku Piłki Nożnej.
W czasie kampanii wrześniowej 1939 – po agresji III Rzeszy na Polskę – pełnił służbę w Dowództwie Grupy Obrony Lwowa na stanowisku szefa Oddziału III.
Po agresji ZSRR na Polskę i kapitulacji Lwowa przed Armią Czerwoną został wbrew warunkom kapitulacji miasta wzięty do niewoli sowieckiej i przewieziony do obozu w Starobielsku. Wiosną 1940 został zamordowany przez funkcjonariuszy NKWD w Charkowie i pogrzebany potajemnie w bezimiennej mogile zbiorowej w Piatichatkach, gdzie od 17 czerwca 2000 mieści się oficjalnie Cmentarz Ofiar Totalitaryzmu w Charkowie. Figuruje na Liście Starobielskiej NKWD pod poz. 13.

## Ordery i odznaczenia
- Krzyż Walecznych (dwukrotnie, przed 1923)[22]
- Złoty Krzyż Zasługi (24 maja 1929)[39][30]
- Medal Pamiątkowy za Wojnę 1918–1921
- Medal Dziesięciolecia Odzyskanej Niepodległości
- Państwowa Odznaka Sportowa
- Oficer Orderu Lwa Białego (Czechosłowacja, 1929)[40]
- Srebrny Medal Zasługi Wojskowej „Signum Laudis” na wstążce Krzyża Zasługi Wojskowej z mieczami (Austro-Węgry, przed 1918)[19]
- Brązowy Medal Zasługi Wojskowej „Signum Laudis” na wstążce Krzyża Zasługi Wojskowej (Austro-Węgry, przed 1917)[18] z mieczami (przed 1918)[19]
- Srebrny Medal Waleczności 2 klasy (Austro-Węgry, przed 1916)[17]
- Krzyż Wojskowy Karola (Austro-Węgry, przed 1918)[19]

## Upamiętnienie
- 11 listopada 1976 „w hołdzie ofierze życia Żołnierzy Polskich, zamordowanych w 1940 roku w Związku Sowieckich Republik” Prezydent RP na Uchodźstwie Stanisław Ostrowski podpisał Zarządzenie, które umożliwiło udekorowanie Pomnika Katyńskiego w Londynie[41] Srebrnym Krzyżem Orderu Wojennego Virtuti Militari.
- 5 października 2007 minister obrony narodowej Aleksander Szczygło mianował go pośmiertnie na stopień pułkownika[42][43][44]. Awans został ogłoszony 9 listopada 2007 w Warszawie, w trakcie uroczystości „Katyń Pamiętamy – Uczcijmy Pamięć Bohaterów”[45][46][47].
- W ramach akcji „Katyń... pamiętamy” / „Katyń... Ocalić od zapomnienia” został dwukrotnie zasadzony Dąb Pamięci honorujący Zdzisława Adamczyka: przy Szkole Podstawowej i Gimnazjum w Ujeźdźcu Wielkim oraz przy Starostwie Powiatowym w Łasku.